# 20e brigade d'infanterie (Australie)
Pour les articles homonymes, voir 20e brigade.
La 20e brigade d'infanterie australienne est une brigade de l'armée australienne créée en 1940.

## Officiers commandants
| Date de début | Date de fin | Officiers commandants                           |
| ------------- | ----------- | ----------------------------------------------- |
| ?             | ?           | Général de brigade John Murray (general) (en)   |
| ?             | ?           | Général de brigade Victor Windeyer              |
| ?             | ?           | Général de brigade Hugh Wrigley (en)            |
| ?             | ?           | Général de brigade William John Victor Windeyer |